# Adela flandryjska
Adela flandryjska (duń. Edel lub Adela af Flandern) – królowa Danii, córka Roberta I Fryzyjskiego i jego żony Gertrudy saskiej.
Małżeństwo Adeli i Św. Kanuta miało charakter polityczny i zostało zawarte w celu wzmocnienia sojuszu ojców młodej pary przeciw Wilhelmowi Zdobywcy. Po zamordowaniu króla Kanuta w Odense, królowa Adela wraz z synem Karolem udała się na wygnanie do Flandrii. W 1092 r. wyszła za mąż za księcia Apulii Rogera Trzosa. Po śmierci drugiego męża sprawowała od 1111 r. regencję w imieniu małoletniego syna Wilhelma II. Po kanonizacji jej pierwszego męża Św. Kanuta, Adela wysłała do Odense bogate dary na przyozdobienie grobu Św. Kanuta. Prawdopodobnie z tych darów pochodzi zachowany tzw. orli całun, w który zawinięte było ciało jej męża przed złożeniem do pozłacanego sarkofagu. Królowa Adela zmarła w 1115 r.